# Шенандоа (река)
Шенандоа (енгл. Shenandoah River) је река која протиче кроз САД. Дуга је 90 km. Протиче кроз америчке савезне државе Вирџинија и Западна Вирџинија. Улива се у реку Потомак.